# Deus Salve o Tsar

Bandeira do Império por volta de 1858 a 1896

Bandeira do Império durante a 1ª Guerra Mundial

"Deus, salve o Tsar" (em russo:  Боже, Царя храни) é a canção que foi hino nacional da Rússia entre os anos de 1833 e 1917. Foi escolhida numa competição no ano de 1833; a melodia escolhida foi a do príncipe Alexei Fyodorovich Lvov, e a letra foi a do poeta Vasily Jukovsky.
A melodia pode ser ouvida na Abertura 1812, de Tchaikovsky.
Em 1998, um escritor e músico, Alexander Gradsky, propôs que a música fosse usada novamente como hino nacional, com letra diferente da escrita por Vasily Jukovsky. No entanto, ele não obteve sucesso.
| Original | Tradução para o português |
| --- | --- |
| Боже, Царя храни! Сильный, державный, Царствуй на славу, Hа славу намъ! Царствуй на страхъ врагамъ, Царь православный, Боже, Царя, Царя храни! | Deus, salve o Tsar! Forte, majestoso! Reine para a glória, para a nossa glória! O terror de seus inimigos, Tsar Ortodoxo! Deus, salve o Tsar, salve o Tsar! |